# العلاقات الإندونيسية الغيانية
العلاقات الإندونيسية الغيانية هي العلاقات الثنائية التي تجمع بين إندونيسيا وغيانا.

## مقارنة بين البلدين
هذه مقارنة عامة ومرجعية للدولتين:
| وجه المقارنة                                              | إندونيسيا         | غيانا        |
| --------------------------------------------------------- | ----------------- | ------------ |
| المساحة (كم2)                                             | 1.90 مليون        | 214.97 ألف   |
| عدد السكان (نسمة)                                         | 263.99 مليون      | 777.86 ألف   |
| الكثافة السكانية (ن./كم²)                                 | 138.94            | 3.62         |
| العاصمة                                                   | جاكرتا            | جورج تاون    |
| اللغة الرسمية                                             | اللغة الإندونيسية | لغة إنجليزية |
| العملة                                                    | روبية إندونيسية   | دولار غياني  |
| الناتج المحلي الإجمالي (بليون دولار)                      | 1.02 تريليون      | 3.68 مليار   |
| الناتج المحلي الإجمالي (تعادل القوة الشرائية) بليون دولار | 2.85 تريليون      | 5.77 مليار   |
| الناتج المحلي الإجمالي الاسمي للفرد دولار أمريكي          | 3.35 ألف          | 4.13 ألف     |
| الناتج المحلي الإجمالي للفرد دولار أمريكي                 | 10.52 ألف         |              |
| مؤشر التنمية البشرية                                      | 0.684             |              |
| رمز المكالمات الدولي                                      | +62               | +592         |
| رمز الإنترنت                                              | .id               | .gy          |
| المنطقة الزمنية                                           |                   | 00           |

## منظمات دولية مشتركة
يشترك البلدان في عضوية مجموعة من المنظمات الدولية، منها:
| علم المنظمة | اسم المنظمة                               | تاريخ انضمام إندونيسيا | تاريخ انضمام غيانا |
| ----------- | ----------------------------------------- | ---------------------- | ------------------ |
|             | مؤسسة التنمية الدولية                     | 20 أغسطس 1968          | 4 يناير 1967       |
|             | يونسكو                                    | 27 مايو 1950           | 21 مارس 1967       |
|             | وكالة ضمان الاستثمار متعدد الأطراف        | 12 أبريل 1988          | 18 يناير 1989      |
|             | الأمم المتحدة                             | 28 سبتمبر 1950         | 20 سبتمبر 1966     |
|             | الاتحاد البريدي العالمي                   | ?                      | ?                  |
|             | البنك الدولي للإنشاء والتعمير             | 13 أبريل 1967          | 26 سبتمبر 1966     |
|             | الاتحاد الدولي للاتصالات                  | 1949                   | 8 مارس 1967        |
|             | منظمة حظر الأسلحة الكيميائية              | ?                      | ?                  |
|             | مؤسسة التمويل الدولية                     | 23 أبريل 1968          | 4 يناير 1967       |
|             | المركز الدولي لتسوية المنازعات الاستشارية | 28 أكتوبر 1968         | 10 أغسطس 1969      |
|             | منظمة التجارة العالمية                    | ?                      | ?                  |
|             | منظمة الشرطة الجنائية الدولية             | 5 أكتوبر 1954          | ?                  |

## وصلات خارجية
- موقع وزارة الخارجية الإندونيسية
- موقع وزارة الخارجية الغيانية